# トルファン博物館

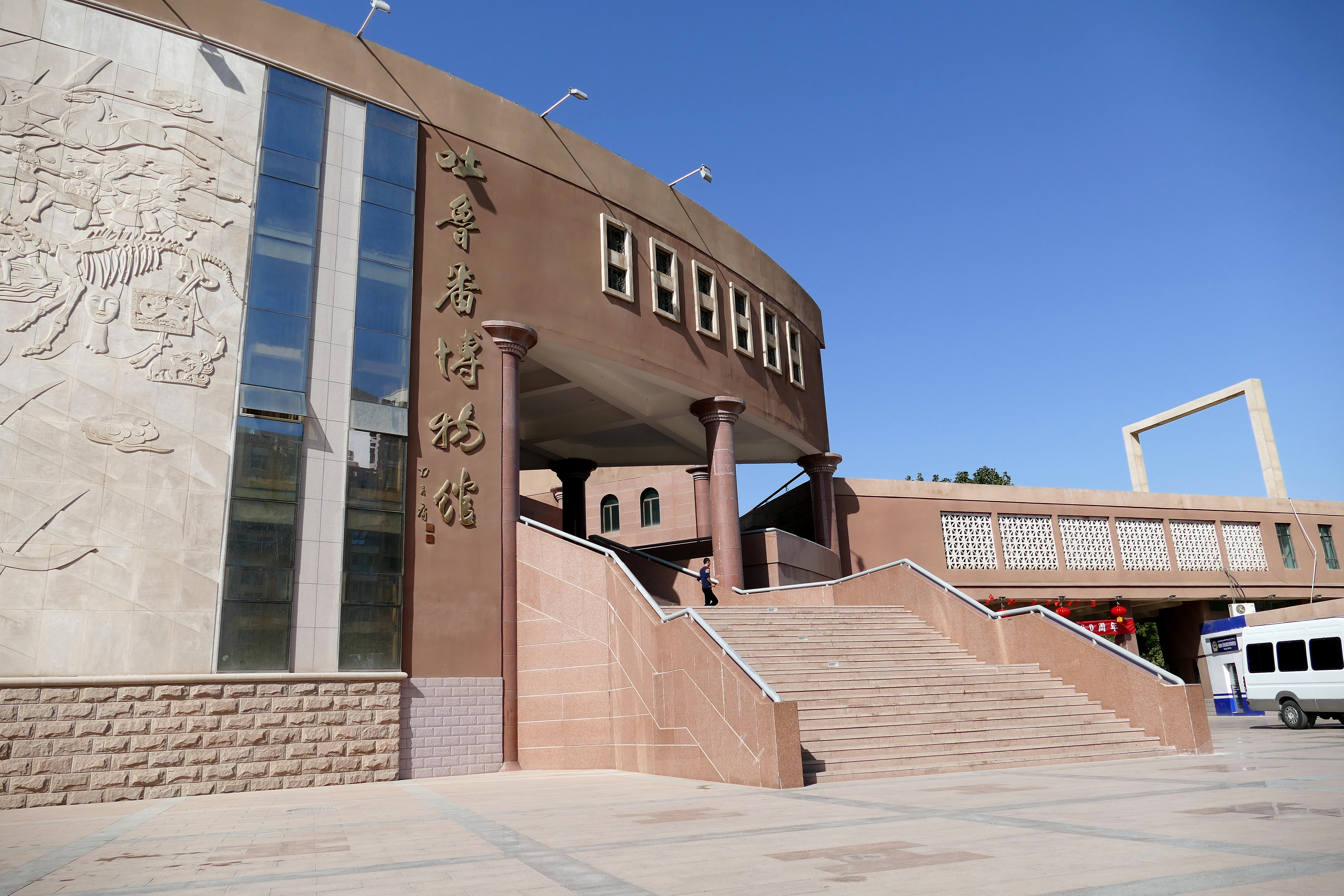
トルファン博物館正面

トルファン博物館（トルファンはくぶつかん、中国語: 吐鲁番博物馆）は中国新疆ウイグル自治区トルファン市にある総合博物館である。住所は市内木納爾路1268番地。

## 紹介
トルファン博物館は1989年にトルファン地区の投資80万元で建てられ、1990年にはトルファン地区博物館が正式に設立され、トゥルファン文化遺産局に所属する全額出資機関である。 5,000平方メートルの広さに広がる4つの展示ホール、約1,650平方メートルの展示ホールがある。発掘された文化遺産展示ホール、巨犀化石展示ホール、古代のミイラ展示ホールなどである。 1999年、トルファン地域博物館は新疆ウイグル自治区の愛国教育の拠点として指定。 2008年3月30日、トルファン博物館は無料で正式にオープンした。 2008年6月2日に、博物館は博物館新館へ移転のため閉鎖された。
2006年9月、トルファン博物館の新しい建物の建設が開始されて、 2009年9月26日、新しい建物が正式に一般公開された。新しい建物のある敷地面積は1,3291.3平方メートル、展示面積は4,126平方メートルで、地上3階、北東隅には高さ56メートルの観光タワーを付設。新館の湾曲した外壁には、4千年間のトルファン地域の歴史を反映したレリーフが埋め込んでいる。
トルファン博物館によって公開された最初の展示ホールは、「トルファン総合歴史展覧会ホール」と「巨犀化石陳列館」であった。それ以来、「トルファン地区出土文書展示ホール」、「古銭展示ホール」、「何千年もの眠り - トルファン地区出土のミイラと副葬品展示ホール」を順次オープンしてきた。トルファン博物館の規模は新疆ウイグル自治区の新疆ウイグル自治区博物館に次ぐもので、79の一級文化遺産、61の二級文化遺産、148の三級文化遺産がある。 
2017年、トルファン博物館は中国博物館協会によって第3次中国国家一級博物館リストに入れられてた。

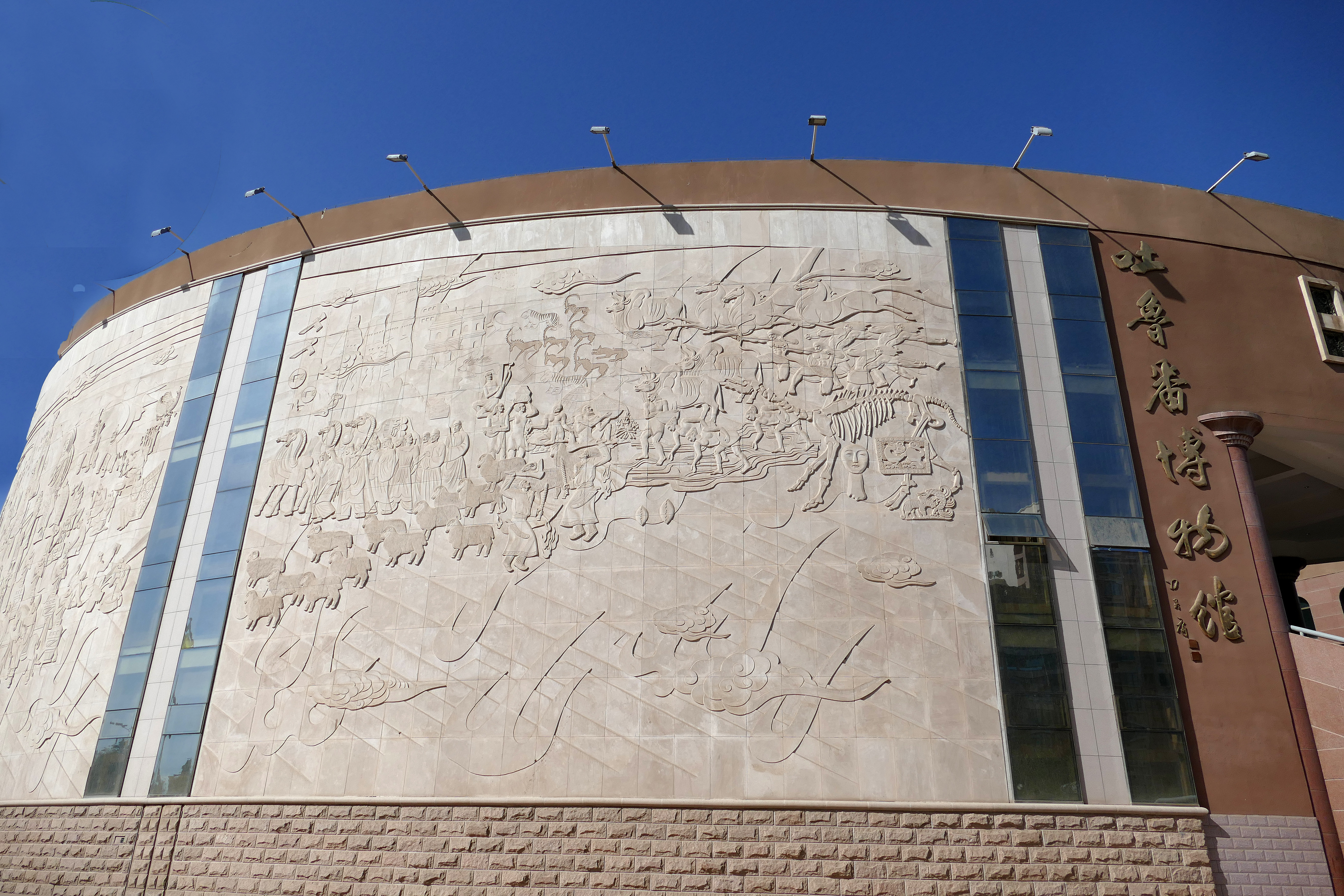
建物の東北隅のレリーフ
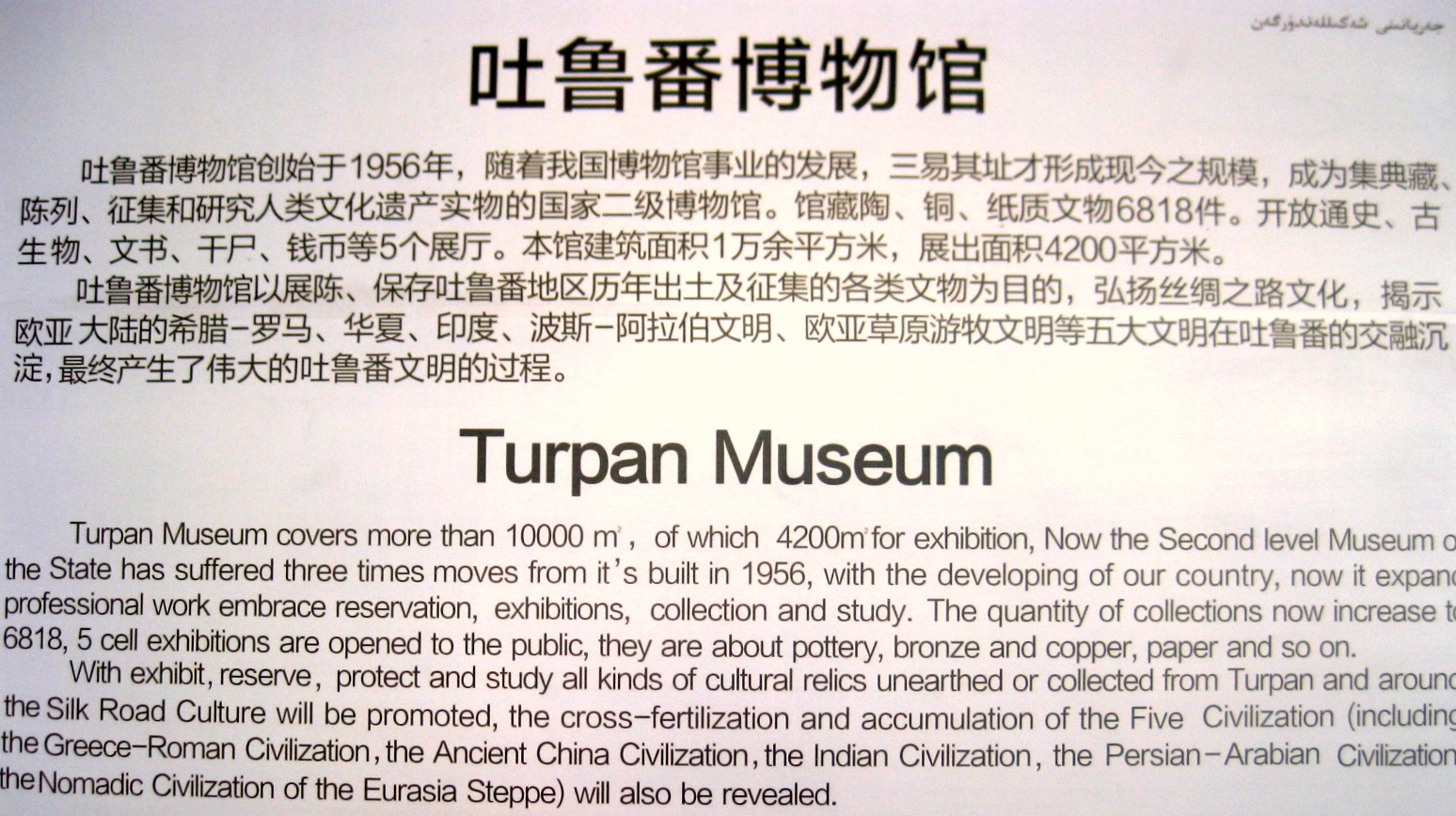
博物館の説明（中国語・英語）
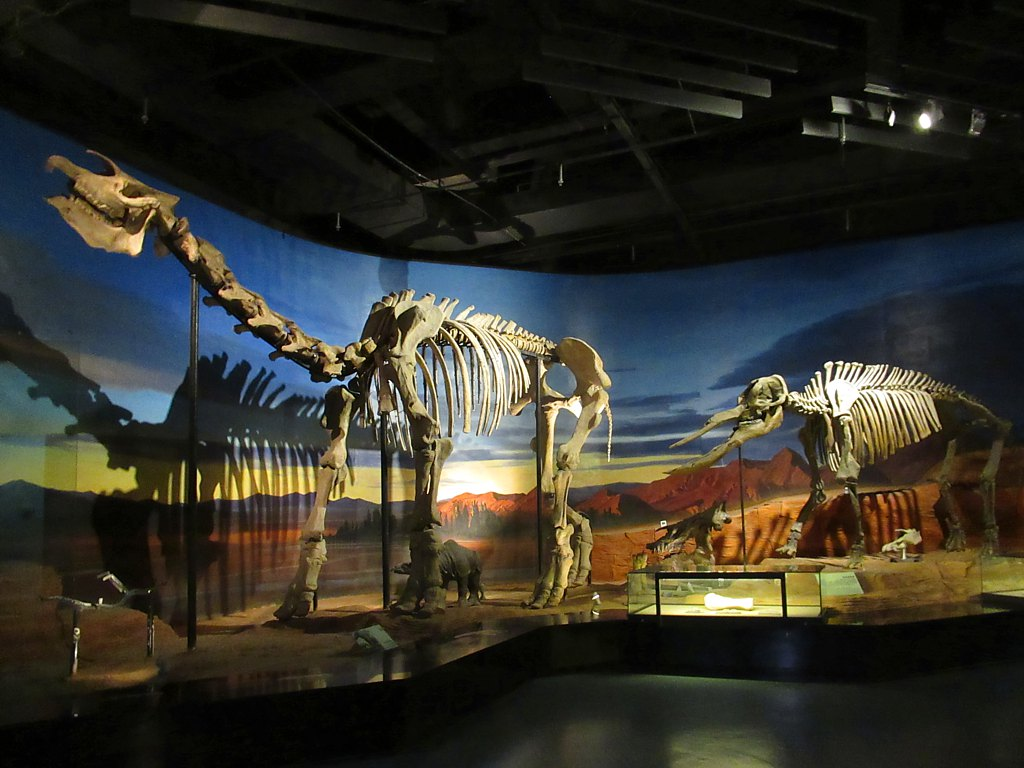
巨犀（パラケラテリウム）を化石から復原

## 参照項目
- 新疆ウイグル自治区博物館
- ホータン博物館